# Ann Warren Griffith
Pour les articles homonymes, voir Griffith.
Ann Warren Griffith, née le 3 juin 1918 à Newton et morte le 11 mai 1983 à Cambridge, est une journaliste et écrivaine américaine.

## Biographie
Ann Warren Griffith étudie au Barnard College, l'une des Seven Sisters, universités féminines d'exception aux États-Unis. Après avoir fait partie des Women Airforce Service Pilots, elle écrit après la guerre des articles dans The New Yorker, The American Mercury et The Atlantic Monthly, ainsi que le magazine Pegasus, destiné aux professionnels de l'aviation.

## Œuvres
- Audience captive (en : Captive audience parue dans The Magazine of Fantasy and Science Fiction en 1953), publié en français sous le titre Sous le titre Auditions forcées à perpétuité (dans Fiction Sélection n° 1, puis dans Histoires de demain de la collection « La Grande anthologie de la science fiction » au Livre de Poche, 1975[4]) puis réédité chez Le passager clandestin coll. « Dyschroniques » (2016)  (ISBN 978-2-36935-049-1). Dans cette nouvelle de science-fiction, elle imagine le ciblage publicitaire comportemental et dépeint une société de consommation à l'extrême[5].
- Zeritky's Law dans Galaxy Science-Fiction[N 1].